# Here I am 〜Head to Toe〜
『Here I am 〜Head to Toe〜』（ヒア・アイ・アム ヘッド・トゥ・トウ）は、2013年6月5日に発売された八神純子の18枚目となるスタジオ・アルバム。21世紀になって初めてのアルバムであり、オリジナルとしては1997年の『So Amazing』以来16年ぶりのリリースとなる。

## 概要
サブタイトルの ″Head to Toe″ は、″頭からつま先まで″ (全身) を意味し、今の八神が歌いたいことの全てを表現したいという思いが込められている。収録曲の半数は前年の2012年に開催されたコンサート等で既に披露されており、満を持してのリリースとなった。八神は本作を自身にとって「再デビューアルバムだと思っている」と言い、自分の世代だけではなく、下の世代へ伝えたいこともあるのでそういう曲も入れたと述べている。
NHKラジオ「ラジオ深夜便」″深夜便のうた″ として放送されたシングル曲「さくら証書」は、共作者である大江千里のピアノ演奏による新たなアレンジが施され、レコーディングはニューヨークで行われた。東日本大地震被災支援ソング「翼」は、溝口肇と中原達彦のアレンジによるオーケストラ・ヴァージョンで収録され、そのカップリング曲「かれ木に花を咲かせましょう」はライブ・バージョンで収録された。
M-15「Smile」は、チャールズ・チャップリン監督の映画『モダン・タイムス』の劇中で使用された曲。チャップリン自身が作曲しており、国内外の多くのアーティストにカバーされている。本作では八神自身が訳詞を担当している。
2014年6月11日には本作『Here I am 〜Head to Toe〜』と、八神自身が選曲しリマスタリングを施して収録されたシングルコレクションCDをセットにした2枚組『Here I am premium』がリリースされた。

## 収録曲

### Here I am 〜Head to Toe〜
| 全作曲: 八神純子（M-12,15を除く。M-12: 八神純子・大江千里、M-15: Charlie Chaplin）。 |                                      |                                                      |                                                                               |                  |                                                           |      |
| #                                                                                    | タイトル                             | 作詞                                                 | 作曲・編曲                                                                    | 編曲             | その他の編曲                                              | 時間 |
| 1.                                                                                   | 「Here I am」                        | KAZUKI、八神純子                                     | 八神純子（M-12,15を除く。M-12: 八神純子・ 大江千里 、M-15: Charlie Chaplin ） | -                |                                                           | 1:07 |
| 2.                                                                                   | 「Take a chance」                    | KAZUKI、八神純子                                     | 八神純子（M-12,15を除く。M-12: 八神純子・ 大江千里 、M-15: Charlie Chaplin ） | 浜口高知         | 八神純子(ボーカルアレンジ)                                | 5:34 |
| 3.                                                                                   | 「初めての愛」                       | KAZUKI、八神純子                                     | 八神純子（M-12,15を除く。M-12: 八神純子・ 大江千里 、M-15: Charlie Chaplin ） | 土屋佳代         | 下村理恵(ストリングスアレンジ) 八神純子(ボーカルアレンジ) | 5:03 |
| 4.                                                                                   | 「翼」(Symphony)                     | 八神純子                                             | 八神純子（M-12,15を除く。M-12: 八神純子・ 大江千里 、M-15: Charlie Chaplin ） | 溝口肇、中原達彦 |                                                           | 5:14 |
| 5.                                                                                   | 「約束」                             | KAZUKI                                               | 八神純子（M-12,15を除く。M-12: 八神純子・ 大江千里 、M-15: Charlie Chaplin ） | 塩谷哲           |                                                           | 6:07 |
| 6.                                                                                   | 「Rising」                           | KAZUKI、八神純子                                     | 八神純子（M-12,15を除く。M-12: 八神純子・ 大江千里 、M-15: Charlie Chaplin ） | 中村康就         |                                                           | 4:34 |
| 7.                                                                                   | 「くじらの唄」                       | KAZUKI、八神純子                                     | 八神純子（M-12,15を除く。M-12: 八神純子・ 大江千里 、M-15: Charlie Chaplin ） | 渋井旭、濱野絵美 | 下村理恵(ストリングスアレンジ) 八神純子(ボーカルアレンジ) | 5:06 |
| 8.                                                                                   | 「ひめゆりの丘」                     | KAZUKI                                               | 八神純子（M-12,15を除く。M-12: 八神純子・ 大江千里 、M-15: Charlie Chaplin ） | 溝口肇           |                                                           | 4:37 |
| 9.                                                                                   | 「Twenty-four seven」                | KAZUKI、八神純子                                     | 八神純子（M-12,15を除く。M-12: 八神純子・ 大江千里 、M-15: Charlie Chaplin ） | YOKAN            |                                                           | 4:48 |
| 10.                                                                                  | 「My universe」(Recorded in LA)      | Emma Stanley、八神純子                               | 八神純子（M-12,15を除く。M-12: 八神純子・ 大江千里 、M-15: Charlie Chaplin ） | KT & Stanley     |                                                           | 3:55 |
| 11.                                                                                  | 「People will be people」            | KAZUKI、八神純子                                     | 八神純子（M-12,15を除く。M-12: 八神純子・ 大江千里 、M-15: Charlie Chaplin ） | 松下誠           | 八神純子(ボーカルアレンジ)                                | 4:52 |
| 12.                                                                                  | 「さくら証書」(Recorded in NY)       | 八神純子、大江千里                                   | 八神純子（M-12,15を除く。M-12: 八神純子・ 大江千里 、M-15: Charlie Chaplin ） | 大江千里         |                                                           | 6:09 |
| 13.                                                                                  | 「今日の終わりに」                   | KAZUKI                                               | 八神純子（M-12,15を除く。M-12: 八神純子・ 大江千里 、M-15: Charlie Chaplin ） | 中村康就         |                                                           | 3:47 |
| 14.                                                                                  | 「かれ木に花を咲かせましょう」(Live) | KAZUKI                                               | 八神純子（M-12,15を除く。M-12: 八神純子・ 大江千里 、M-15: Charlie Chaplin ） | 中村康就         |                                                           | 3:33 |
| 15.                                                                                  | 「Smile」(Live)                      | Geoffrey C. Parsons - John Turner 八神純子(日本語詞) | 八神純子（M-12,15を除く。M-12: 八神純子・ 大江千里 、M-15: Charlie Chaplin ） | -                |                                                           | 1:48 |
| 合計時間:                                                                            | 合計時間:                            | 合計時間:                                            | 合計時間:                                                                     | 合計時間:        | 66:55                                                     |      |

### Here I am premium

#### Disc 1・Here I am ～Head to Toe～
| 全作曲: 八神純子（M-12,15を除く。M-12: 八神純子・大江千里、M-15: Charlie Chaplin）。 |                                      |                                                      |                                                                            |                  |                                                           |      |
| #                                                                                    | タイトル                             | 作詞                                                 | 作曲・編曲                                                                 | 編曲             | その他の編曲                                              | 時間 |
| 1.                                                                                   | 「Here I am」                        | KAZUKI、八神純子                                     | 八神純子（M-12,15を除く。M-12: 八神純子・大江千里、M-15: Charlie Chaplin） | -                |                                                           | 1:07 |
| 2.                                                                                   | 「Take a chance」                    | KAZUKI、八神純子                                     | 八神純子（M-12,15を除く。M-12: 八神純子・大江千里、M-15: Charlie Chaplin） | 浜口高知         | 八神純子(ボーカルアレンジ)                                | 5:34 |
| 3.                                                                                   | 「初めての愛」                       | KAZUKI、八神純子                                     | 八神純子（M-12,15を除く。M-12: 八神純子・大江千里、M-15: Charlie Chaplin） | 土屋佳代         | 下村理恵(ストリングスアレンジ) 八神純子(ボーカルアレンジ) | 5:03 |
| 4.                                                                                   | 「翼」(Symphony)                     | 八神純子                                             | 八神純子（M-12,15を除く。M-12: 八神純子・大江千里、M-15: Charlie Chaplin） | 溝口肇、中原達彦 |                                                           | 5:14 |
| 5.                                                                                   | 「約束」                             | KAZUKI                                               | 八神純子（M-12,15を除く。M-12: 八神純子・大江千里、M-15: Charlie Chaplin） | 塩谷哲           |                                                           | 6:07 |
| 6.                                                                                   | 「Rising」                           | KAZUKI、八神純子                                     | 八神純子（M-12,15を除く。M-12: 八神純子・大江千里、M-15: Charlie Chaplin） | 中村康就         |                                                           | 4:34 |
| 7.                                                                                   | 「くじらの唄」                       | KAZUKI、八神純子                                     | 八神純子（M-12,15を除く。M-12: 八神純子・大江千里、M-15: Charlie Chaplin） | 渋井旭、濱野絵美 | 下村理恵(ストリングスアレンジ) 八神純子(ボーカルアレンジ) | 5:06 |
| 8.                                                                                   | 「ひめゆりの丘」                     | KAZUKI                                               | 八神純子（M-12,15を除く。M-12: 八神純子・大江千里、M-15: Charlie Chaplin） | 溝口肇           |                                                           | 4:37 |
| 9.                                                                                   | 「Twenty-four seven」                | KAZUKI、八神純子                                     | 八神純子（M-12,15を除く。M-12: 八神純子・大江千里、M-15: Charlie Chaplin） | YOKAN            |                                                           | 4:48 |
| 10.                                                                                  | 「My universe」(Recorded in LA)      | Emma Stanley、八神純子                               | 八神純子（M-12,15を除く。M-12: 八神純子・大江千里、M-15: Charlie Chaplin） | KT & Stanley     |                                                           | 3:55 |
| 11.                                                                                  | 「People will be people」            | KAZUKI、八神純子                                     | 八神純子（M-12,15を除く。M-12: 八神純子・大江千里、M-15: Charlie Chaplin） | 松下誠           | 八神純子(ボーカルアレンジ)                                | 4:52 |
| 12.                                                                                  | 「さくら証書」(Recorded in NY)       | 八神純子、大江千里                                   | 八神純子（M-12,15を除く。M-12: 八神純子・大江千里、M-15: Charlie Chaplin） | 大江千里         |                                                           | 6:09 |
| 13.                                                                                  | 「今日の終わりに」                   | KAZUKI                                               | 八神純子（M-12,15を除く。M-12: 八神純子・大江千里、M-15: Charlie Chaplin） | 中村康就         |                                                           | 3:47 |
| 14.                                                                                  | 「かれ木に花を咲かせましょう」(Live) | KAZUKI                                               | 八神純子（M-12,15を除く。M-12: 八神純子・大江千里、M-15: Charlie Chaplin） | 中村康就         |                                                           | 3:33 |
| 15.                                                                                  | 「Smile」(Live)                      | Geoffrey C. Parsons - John Turner 八神純子(日本語詞) | 八神純子（M-12,15を除く。M-12: 八神純子・大江千里、M-15: Charlie Chaplin） |                  |                                                           | 1:48 |
| 合計時間:                                                                            | 合計時間:                            | 合計時間:                                            | 合計時間:                                                                  | 合計時間:        | 66:55                                                     |      |

#### Disc 2・My Singles
| 全作曲: 八神純子（M-5を除く。M-5: 八神純子, Ray Kennedy, Jack Conra, David Foster）。 |                                                   |                    |                                                                                |          |      |
| #                                                                                     | タイトル                                          | 作詞               | 作曲・編曲                                                                     | 編曲     | 時間 |
| 1.                                                                                    | 「思い出は美しすぎて」                            | 八神純子           | 八神純子（M-5を除く。M-5: 八神純子 , Ray Kennedy , Jack Conra, David Foster ） | 戸塚修   | 3:13 |
| 2.                                                                                    | 「みずいろの雨」                                  | 三浦徳子           | 八神純子（M-5を除く。M-5: 八神純子 , Ray Kennedy , Jack Conra, David Foster ） | 大村雅朗 | 3:23 |
| 3.                                                                                    | 「想い出のスクリーン」                            | 三浦徳子           | 八神純子（M-5を除く。M-5: 八神純子 , Ray Kennedy , Jack Conra, David Foster ） | 大村雅朗 | 3:23 |
| 4.                                                                                    | 「ポーラー・スター」                              | 八神純子、三浦徳子 | 八神純子（M-5を除く。M-5: 八神純子 , Ray Kennedy , Jack Conra, David Foster ） | 大村雅朗 | 3:56 |
| 5.                                                                                    | 「パープルタウン 〜You Oughta Know By Now〜」     | 三浦徳子           | 八神純子（M-5を除く。M-5: 八神純子 , Ray Kennedy , Jack Conra, David Foster ） | 大村雅朗 | 4:09 |
| 6.                                                                                    | 「Mr.ブルー 〜私の地球〜」                        | 山川啓介           | 八神純子（M-5を除く。M-5: 八神純子 , Ray Kennedy , Jack Conra, David Foster ） | 大村雅朗 | 3:39 |
| 7.                                                                                    | 「I'm A Woman」                                   | 阿里そのみ         | 八神純子（M-5を除く。M-5: 八神純子 , Ray Kennedy , Jack Conra, David Foster ） | 矢島賢   | 4:40 |
| 8.                                                                                    | 「サマー イン サマー 〜想い出は、素肌に焼いて〜」 | 山川啓介           | 八神純子（M-5を除く。M-5: 八神純子 , Ray Kennedy , Jack Conra, David Foster ） | 大村雅朗 | 3:29 |
| 9.                                                                                    | 「Touch you, tonight」                            | 三浦徳子           | 八神純子（M-5を除く。M-5: 八神純子 , Ray Kennedy , Jack Conra, David Foster ） | 瀬尾一三 | 4:34 |
| 10.                                                                                   | 「ラブ・シュープリーム 〜至上の愛〜」             | 八神純子           | 八神純子（M-5を除く。M-5: 八神純子 , Ray Kennedy , Jack Conra, David Foster ） | 宮川泰   | 4:28 |

## 参加ミュージシャン
| Here I am - Vocal: 八神純子 Take a chance - Drums: ひぐちしょうこ - Bass: SOKUSAI - Guitar: 浜口高知、五十嵐勝人 - Drums: 中村康就 - Backin' Vocal: 八神純子 初めての愛 - Drums: ひぐちしょうこ - Bass: SOKUSAI - Guitar: 浜口高知、五十嵐勝人 - Synthesizer: 中村康就 - Programming: 土屋佳代 - Strings: 篠崎正嗣ストリングス - Backin' Vocal: 八神純子 翼 (Symphony) - Strings: 篠崎正嗣ストリングス - Piano: 杉山泰 - Programming: 溝口肇 約束 - Piano: 杉山泰 - Cut Guitar: 古川昌義 - Cello: 溝口肇 Rising - Guitar: 浜口高知 - Programming & Keyboard: 中村康就 - Backin' Vocal: 八神純子 くじらの唄 - Drums: ひぐちしょうこ - Bass: SOKUSAI - Guitar: 浜口高知 - Piano: 土屋佳代 - Programming & Keyboard: 渋井旭、濱野絵美 - 1st Violin: 下村理恵 - 2nd Violin: 島岡万理子 - Viola: 島岡智子 - Cello: 島津由美 - 1st Violin: 下村理恵 - Backin' Vocal: 八神純子 - SE Choice: 石塚良一 | ひめゆりの丘 - Strings: 篠崎正嗣ストリングス - Piano: 杉山泰 Twenty-four seven - Drums: ひぐちしょうこ - Bass: SOKUSAI - Guitar: 浜口高知 - Piano: 土屋佳代 - Synthesizer: 中村康就 - Brass & Programming: YOKAN - Backin' Vocal: 八神純子 My universe (Recorded in LA) - Programming & Keyboard: KT & Stanley - Backin' Vocal: Emma Stanley People will be people - Drums: ひぐちしょうこ - Bass: SOKUSAI - Wood Bass: 大神田智彦 - Guitar & Programming: 松下誠 - Piano: 土屋佳代 - Peyboard: 中村康就 - Backin' Vocal: 八神純子 & フレンズ さくら証書 (Recorded in NY) - Piano: 大江千里 今日の終わりに - Drums: ひぐちしょうこ - Bass: SOKUSAI - Guitar: 五十嵐勝人 - Programming & Keyboard: 中村康就 - 1st Violin: 下村理恵 - 2nd Violin: 島岡万理子 - Viola: 島岡智子 - Cello: 島津由美 かれ木に花を咲かせましょう (Live) - Drums: ひぐちしょうこ - Bass: SOKUSAI - Guitar: 浜口高知 - Piano & Backin' Vocal: 土屋佳代 - Programming & Keyboard: 中村康就 - Irish Whitsle: 庄司祐子 |